# Moraxellaceae
Die Moraxellaceae sind eine Familie von Gammaproteobakterien. Einige Arten sind Krankheitserreger des Menschen. So kann Moraxella catarrhalis Bronchitis, Nasennebenhöhlenentzündungen und Mittelohrentzündungen hervorrufen. Acinetobacter baumannii kann u. a. Wundinfektionen und Lungenentzündungen hervorrufen. Moraxella bovis kann bei Rindern das sogenannte Pink Eye, eine Horn- und Bindehautentzündung, hervorrufen. Andere Arten kommen im Wasser oder Böden vor.
Die der Familie namengebende Gattung (Typusgattung) Moraxella ist nach dem schweizerischen Arzt Victor Morax (1866–1935) benannt, dem Entdecker von Moraxella lacunata, einem für Entzündung der Bindehaut verantwortlichen Bakterium.

## Merkmale
Die Arten der Moraxellaceae sind stäbchen- oder kokkenförmig. Wie für  Proteobakterien typisch, sind sie gramnegativ. Der Katalase-Test fällt meist positiv aus. Einige Arten können Kapseln bilden. Sie sind aerob, d. h., sie sind auf Sauerstoff angewiesen, und chemoheterotroph. Flagellen sind in der Regel nicht vorhanden, allerdings können sich einige Arten sprunghaft durch einen „Springfedermechanismus“, die sogenannte twitching motility oder Zuckbewegung, fortbewegen. Dies wird durch spezielle Pili erzeugt. Beispiele sind Moraxella bovis, Moraxella nonliquefaciens und verschiedene Arten von Acinetobacter. Innerhalb der Familie kommen auch kälteliebende (psychrophile) Arten vor (z. B. in der Gattung Psychrobacter).

## Systematik
Eine Auswahl von Gattungen
- Acinetobacter Brisou and Prévot 1954
- Alkanindiges Bogan et al. 2003
- Branhamella Catlin 1970
- Enhydrobacter Staley et al. 1987
- Faucicola Humphreys et al. 2015
- Moraxella Lwoff 1939
- Paraperlucidibaca Oh et al. 2011
- Perlucidibaca Song et al. 2008
- Psychrobacter Juni and Heym 1986